# Partido Democrata Europeu Catalão
O Partido Democrata Europeu Catalão (em catalão: Partit Demòcrata Europeu Català, PDeCAT), conhecido popularmente como Partido Democrata, é um partido político da Catalunha, Espanha, fundado em 2016. 
O partido é sucessor da histórica Convergência Democrática da Catalunha, partido influente na política catalã. 
O Partido Democrata foi considerado como uma forma de romper com a corrupção que manchava a Convergência, em especial, os casos que envolviam o fundador, Jordi Pujol. 
O primeiro líder do partido, Artur Mas, defendia abertamente a independência da Catalunha.